# 信頼できるタイムスタンプ
信頼できるタイムスタンプ (英ː Trusted timestamping) は、文書の作成時間と変更時間を安全に確実に記録・証明するタイムスタンプである。タイムスタンプを刻印する時刻にその書類が存在していたこと、その時刻以降、当該文書が改ざんされていないこと（非改ざん証明）を証明する役割を持つ。
信頼できるタイムスタンプを実現するためには、信頼できる第三者 (TTP: Trusted Third Party) によるタイムスタンプを発行する時刻認証局 (TSA:Time-Stamping Authority) が必要である。

## 用途
- 特許における先使用権制度での利用…当該発明を自分が先にしたものだとタイムスタンプによって証明できる。